# Wallanlage Würzburg
Die Wallanlage Würzburg ist ein vermuteter Burgstall auf dem Würzburg, etwa fünf Kilometer nördlich von Wiesbaden, auf den südlichen Hängen des Taunuskamms. Ob eine Wallanlage hier existierte, ist umstritten.

## Geographische Lage

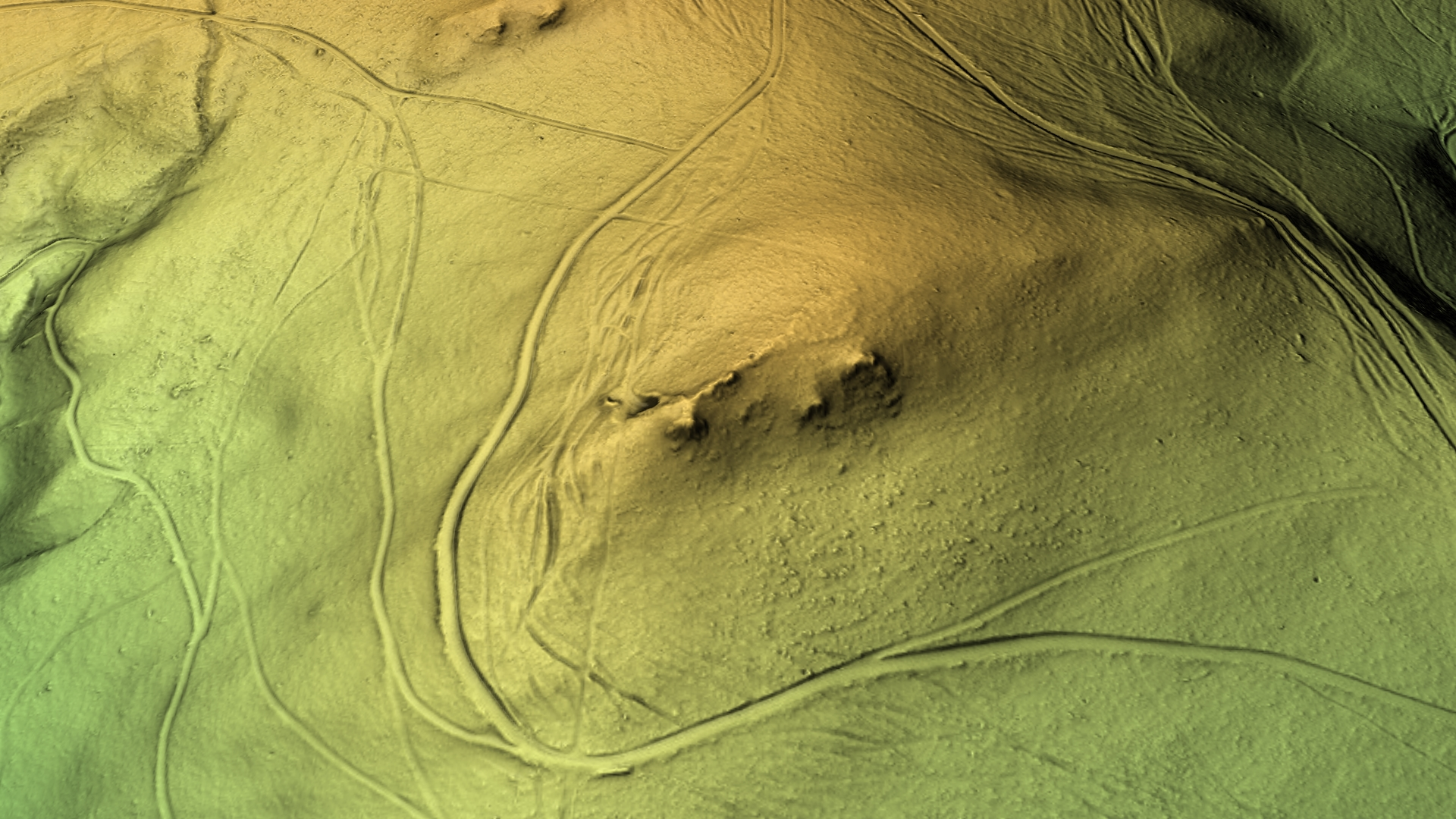
Digitales Reliefbild des Würzburg

Der dicht bewaldete Würzburg ist mit einer Höhe von 399 m ein dem Taunushauptkamm um etwa 1000 Meter südlich vorgelagerter Nebengipfel. Nach Westen und Süden fällt er steil zum 800 Meter entfernten Rabengrund ab und nach Osten 1000 Meter weit zum Goldsteintal. Lediglich zum Norden hin besteht ein flacher Übergang in Richtung des Jagdschloss Platte. Etwa 300 Meter östlich der Gipfelkuppe verlief die Idsteiner Straße, eine alte Passstraße, zum Trompeterweg. Der kleine Ringwall liegt südwestlich der flachen Kuppe des Würzburg-Gipfels und nordöstlich der steilen Abschnittes zu einem Seitental des Rabengrundes, das durch mehrere Felsgruppen gekennzeichnet ist.

## Erkundung und Beschreibung

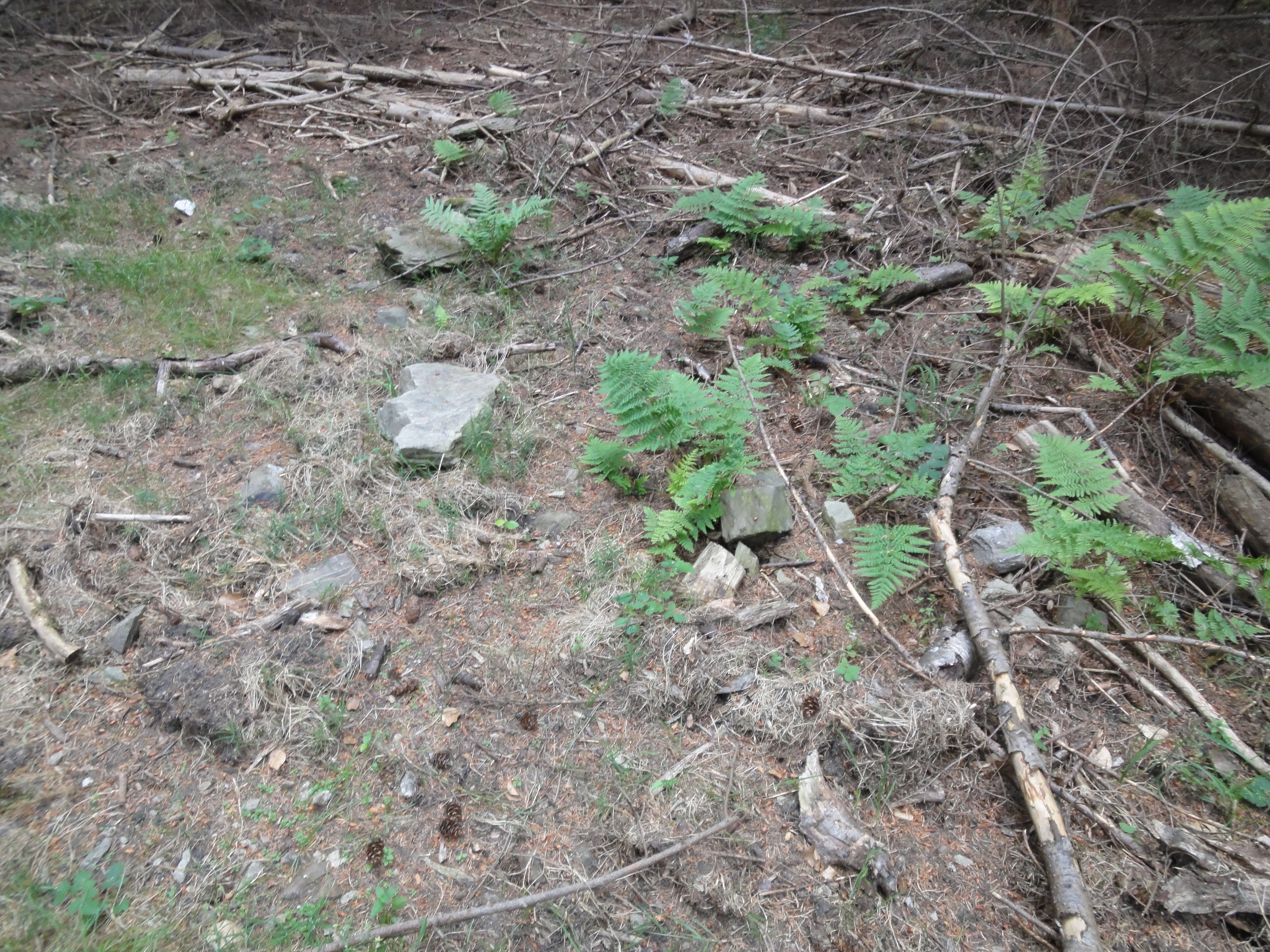
Bearbeitete Steine, die auf Mauerwerk hindeuten

Karl August von Cohausen dokumentierte 1879 einen kleinen etwa handbreit hohen Steinwall von ovaler Form Südwest-Nordost ausgerichtet mit einer Größe von 40 Meter auf 24 Meter und nach Reliefaten etwa 1100 m2 Fläche bei 122 m Umfang einnehmend. Er veranlasste auch Wallschnitte, machte jedoch keine Funde.
Da H. Behlen 1905 keinen Wall mehr feststellen konnte, war umstritten, ob sich hier eine Befestigung befand. Allerdings sind auf der Kuppe des Würzburgs viele bearbeitete Steine zu finden, was auf ein Mauerwerk hindeutet. Mit der Aufbereitung genauerer Reliefdaten ist auf dem schmalen Bergrücken des Würzburg heute noch ein stark verschliffener kleiner ovaler Wall zu erkennen. Der sogenannte Graf-Hülsen-Weg umläuft die Kuppe westlich in einem Bogen, der so auch die Wallanlage Würzburg zwischen sich fasst.

## Denkmalschutz
Der Bereich der Wallanlage ist ein Bodendenkmal nach dem Hessischen Denkmalschutzgesetz. Nachforschungen und gezieltes Sammeln von Funden sind genehmigungspflichtig, Zufallsfunde an die Denkmalbehörden zu melden.